# Palazzo Comunale (Crotone)

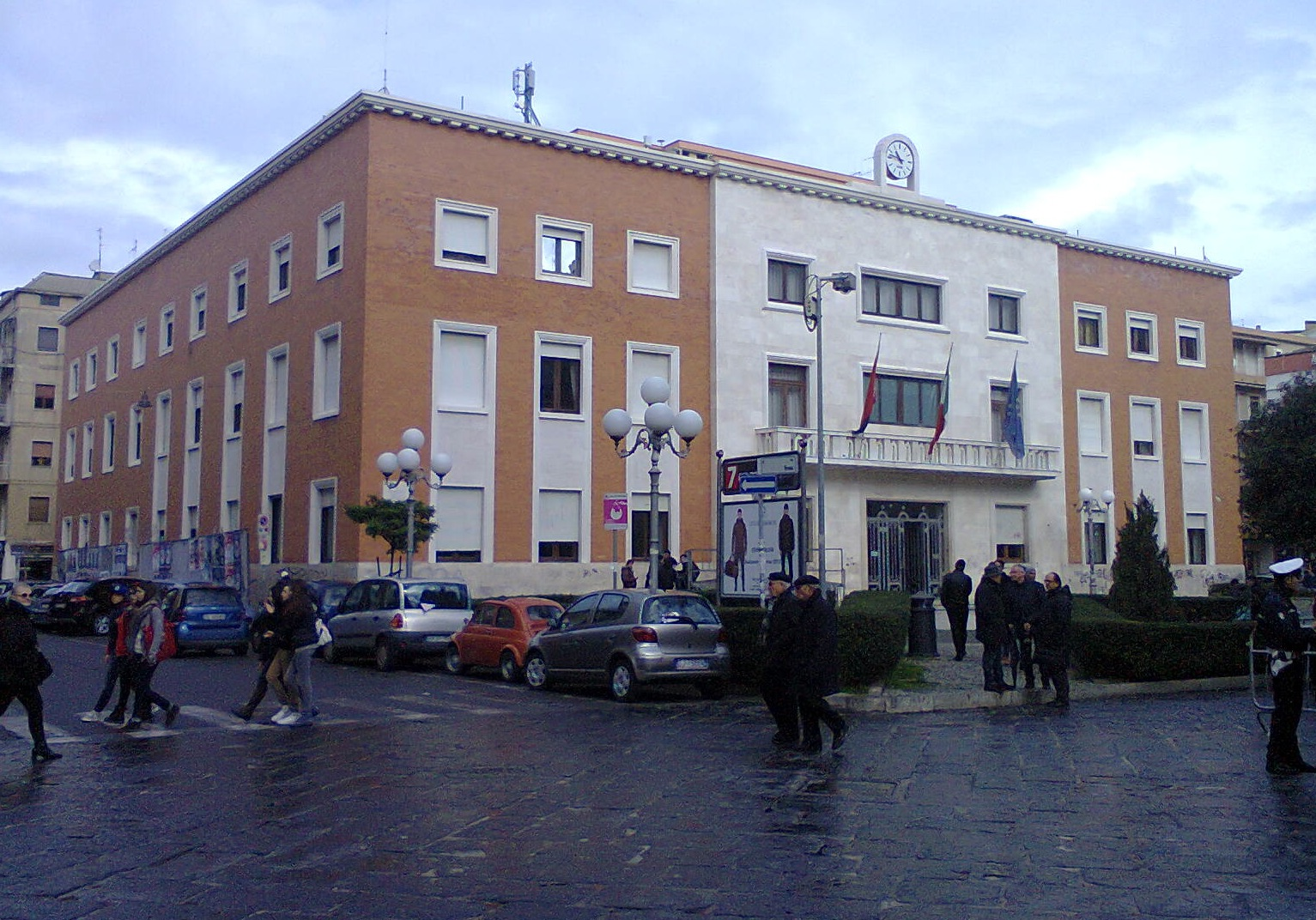
Palazzo Comunale in Crotone

Der Palazzo Comunale ist ein Palast aus den 1950er-Jahren im Zentrum von Crotone in der italienischen Region Kalabrien. Er liegt an der Piazza della Resistenza, 1, gegenüber der Einmündung der Via Veneto. Dort ist die Stadtverwaltung untergebracht, die früher im Palazzo San Giovanni (heute Casa della Cultura) angesiedelt, wo sie von 1800 bis 1883 war.

## Geschichte
Das Gebäude in reinem rationalistischem Stil wurde Anfang der 1950er-Jahre vom damaligen Bürgermeister, Silvio Messinetti, auf Basis eines früheren Projektes beauftragt, das der Architekt Luigi Gallo aus Cosenza ausgearbeitet hatte. 1952 wurde es eingeweiht.

## Beschreibung
Das Gebäude hat einen quadratischen Grundriss in U-Form. Es hat drei Stockwerke und einen kleinen Balkon in der Mitte der Hauptfassade.